# Matfotografi

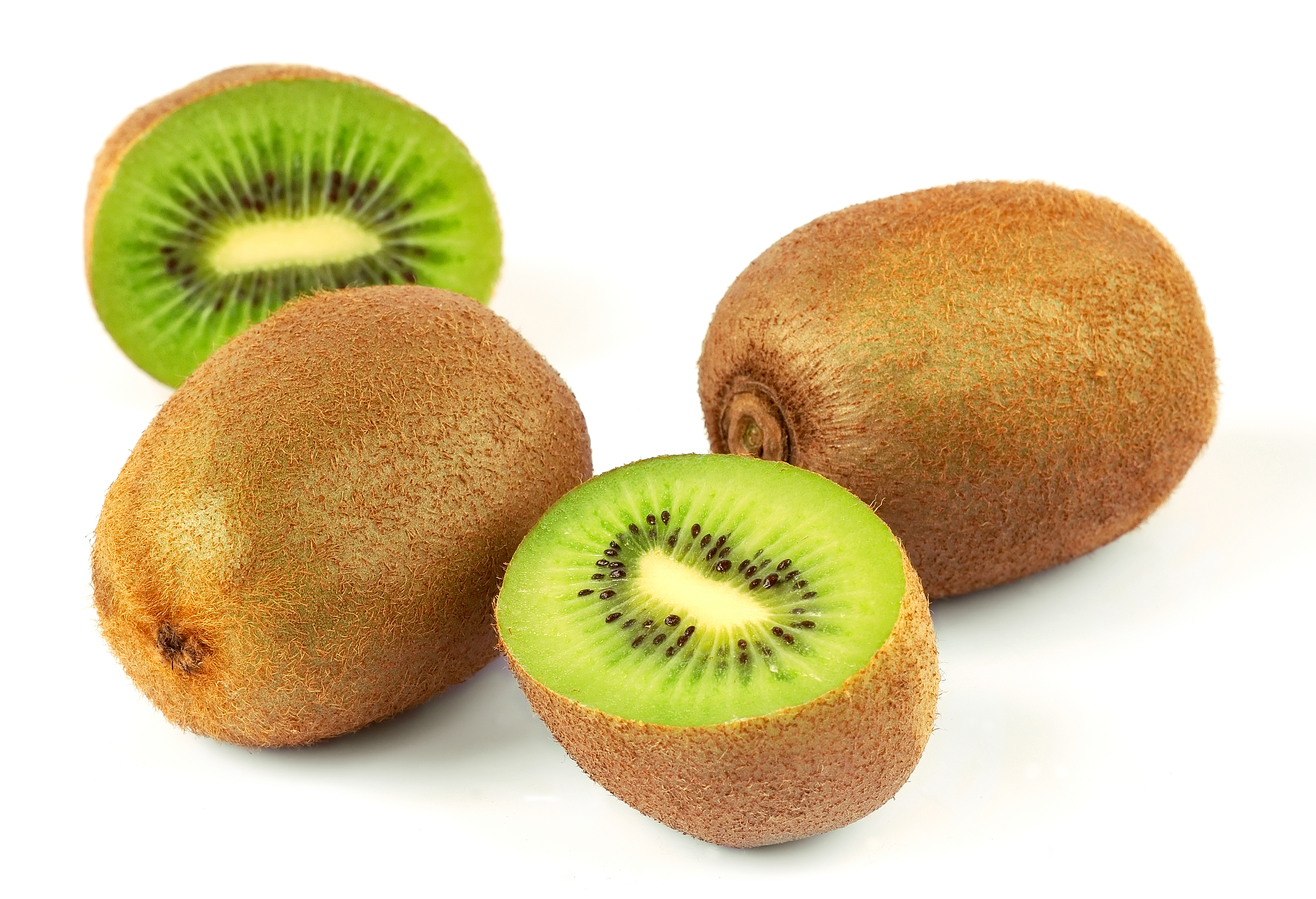
Ett stilleben av Kiwifrukt.

Matfotografi är ett slags reklamfotografi, som inriktar sig på att skapa attraktiva stilleben av mat, för användning i reklam, menyer och kokböcker. Professionell matfotografi är ett samarbete där vanligtvis en art director, en fotograf, en matstylist, en rekvisitastylist, och deras assistenter är inblandade. Resultatet skall locka konsumenterna, varför samhällets trender efterföljs noga. En stor del av förarbetet till fotograferingen går ut på att arbeta fram rätt ljussättning.
En svensk pionjär inom matfotografi var Kerstin Bernhard, som bland annat illustrerade Bonniers kokbok 1960.

## Trender

Pizza.

Länge tycktes de flesta matbilderna tas från det håll som man var van vid att se sin mat: på ett dukat bord, uppifrån, det vill säga som den ses av ätaren. Stylisterna lade upp maten på så sätt att den skulle se bra ut uppifrån, med ingredienserna liggande på tallriken, klart separerade från varandra.
Senare blev romantisk ljussättning, smalare vinklar och mer rekvisita populärt. Nuförtiden är den rådande trenden att visa maten så enkel, ren och naturlig som möjligt, med lite rekvisita, och ofta användande av selektiv fokusering, lutande tallrikar, och extrema närbilder. Detta kompletterar den pågående trenden inom professionell matlagning, att göra maten mer visuellt intressant. Till exempel tycks rätternas höjd öka, och de är allt oftare uppbyggda i lager, vilket passar bra till trängre vinklar i bilderna. 

## Fotografering
Vid fotograferingen är ljuset betydande för huruvida bilden skall bli bra eller inte. Ofta används dagsljus, exempelvis vid ett fönster eller liknande, och matfotografen försöker ofta få ljuset så naturligt som möjligt. Förutom att maten skall vara propert upplagd, är serveringsfatet av viss vikt för resultatet, och ofta placeras föremål som glas och bestick i bildens bakgrund. Eftersom maten efter tillagandet ofta kan förlora sitt utseende relativt fort, arbetar de flesta matfotograferna snabbt och har ofta förberett all rekvisita innan maten läggs upp.

## Matstylist
Matstylistens roll är att se till att maten ser attraktiv ut i den färdiga bilden. Den stora skillnaden mellan hur en kock lägger fram maten och vad en stylist gör är tiden och arbetet som stylisten lägger ner för att noggrant och konstmässigt arrangera maten. Det krävs också att stylisten vet hur det ska se ut, och förmågan att överföra smaken, aromen, och attraktionen från den verkliga rätten till ett tvådimensionellt fotografi.
Matstylister har oftast matlagningskunskaper, och ibland är de professionella kockar. Förutom kännedom om näringslära och matlagningstekniker, så måste matstylister också vara fyndiga inhandlare. Som kreativa yrkesmän, föreställer de sig den färdiga bilden, och formger maten efter det.

## Upplägg

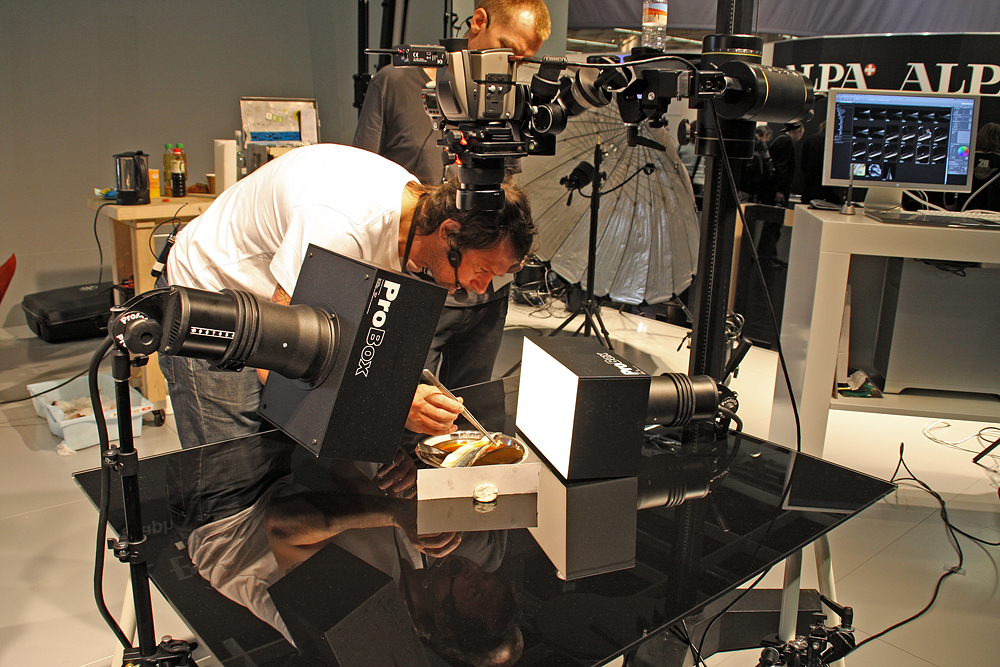
Matfotograf i arbete.

Processen börjar med inköpet av maten. Eftersom endast de visuellt perfekta matvarorna accepteras och flera reserv- och testvaror oftast behövs, är detta väldigt tidsödande. Den vara som ser bäst ut väljs ut och är den vara som används till bilden. Under förberedelserna och för testbilder, används en kartongmodell.
Den riktiga fotograferingen sker i en fotostudio under kontrollerad ljussättning. Ljuset, bakgrunden och placeringen är noggrant förberedd för att få maten att se så attraktiv som möjligt ut, utan att distrahera från den. Färgen och mönstret på bakgrunden väljs ut för att så effektivt som möjligt komplettera maten, och hjälpa till med ljussättningen.
Fotograferad mat markeras oftast som oätlig, och slängs efter fotograferingen, eftersom den kan ha hanterats eller behandlats på sätt som är osäkra för konsumtion.

## Stylingteknik
Förutom att välja ut, förbereda och lägga upp maten, använder matstylisterna ett flertal knep för att få maten att verka så attraktiv som möjligt, såsom att skapa rök med sprayflaskor fyllda med kall luft och kemikalier som liknar ångan från varm mat, spraya maten med vatten eller annat, till exempel majssirap för att maten ska hålla sig fräsch, göra en blandning av fett, majssirap och socker som ser ut som glass, använda brungörande substanser för att förbättra färgen på kött och att använda vispgrädde istället för mjölk i tallrikar med flingor, för att de inte ska mjukna för fort. Ofta gnids maten in med matolja och andra vegetabiliska fetter. Emellanåt läggs vattenånga till för att maten skall se mer ny- och hemlagad ut.
Användandet av vitt lim rekommenderas vanligtvis inte, och det stöter man sällan på (eftersom de flesta flingföretag inte tillåter detta). Blanchering av gröna grönsaker för att ta fram färgen, istället för att laga till dem helt, förekommer ofta, och andra grönsaker och mat lagas till för att inte skrumpna eller bli missfärgade, ifall fotograferingen går långsamt. Ofta häller man vatten i drycker så att ljus lättare kan komma igenom, och för att därigenom få drycken att blänka.

### Kalla drycker
För att skapa ett tunt lager kondens på utsidan av glas som innehåller kall vätska, så kan dulling spray, en spray som förhindrar blänk och reflexer, appliceras, med maskeringstejp som täcker områden som inte ska vara kondenserade. Tydligare kondensation och droppar görs genom att spraya på majssirap eller glycerin.
Isbitar som används är gjorda av polymetylmetakrylat, så att de inte rör sig, smälter eller flyter. Bubblor vid ytan görs genom att tillsätta en blandning av rengöringsmedel och vätskan i fråga med en pipett. Vitt lim kan användas istället för mjölk, och en blandning av kaffe och vatten istället för te.

### Sallader
Inom matfotografin komponeras sallader med hjälp av struktur, former och färger. För att förbättra kompositioner i salladsskålar byggs skålen runt en mindre skål, upp och ner i en yttre skål. Grönsaker hålls färska och krispiga genom att skölja dem med kallt vatten före kompositionen. Salladsdressingar används vanligtvis inte, då det får salladen hal och svår att komponera, men man kan skapa något som ser ut som salladsdressing genom att stänka örter och kryddor över den våta salladen, eller att blanda dem med olja och applicera det med en borste.
Fruktsallader är svåra att fotografera på grund av den korta tid som frukten ser bra ut. För att behålla utseendet tas fotografiet därför strax efter att de skurits upp. Då bara salladens yttre lager syns på fotot, kan resten av salladen utgöras av potatismos eller andra blandningar. Tjocka eller grova dressingar gör sig inte bra på bild. De görs ofta tunnare och appliceras med en borste.

### Hamburgare och smörgåsar
Fotografier av hamburgare är svårtagna, eftersom brödet lätt blir tillbucklat och en monterad burgare snabbt får ett tråkigare utseende. När burgaren är ihopsatt hålls ingredienserna samman med tandpetare. Tomater och andra blöta ingredienser som kan missfärga maten tas bort. Köttbitarna steks ytligt, kanterna bryns med en blåslampa och köttet färgas med färgämnen, för att se mer tilldragande ut. Den smälta ostens kanter kan penslas med rengöringsmedel för att se nysmält ut längre. Smaktillsatser såsom majonnäs appliceras på kanterna med en applikator.
Smörgåsar monteras på liknande sätt som hamburgaren. Vått hushållspapper används för att förhindra att brödet torkar ut. Om en halv smörgås skall fotograferas skärs oftast brödet och övriga ingredienser separat och monteras vid fotograferingstillfället.